# Jimenez (Misamis Occidental)
Jimenez ist eine philippinische Verwaltungsgemeinde (Municipality) in der Provinz Misamis Occidental. Sie hat 27.654 Einwohner (Zensus 1. August 2015).

## Namensherkunft
Die Gemeinde Jimenez wurde von den Augustinern in 1829 gegründet. Der ursprüngliche Name der Siedlung war „Palilan“ und wurde (1859?) zu Ehren des Augustiner Paters Francisco Jimenez de San Fermin (Zuständiger „Orders superior“ für das Gebiet um Jimenez zwischen 1845 und 1862) zu „Jimenez“ umbenannt.

## Barangays (Ortsteile)
Jimenez ist politisch in 24 Barangays unterteilt.
| - Adorable - Butuay - Carmen - Corrales - Dicoloc - Gata - Guintomoyan - Malibacsan - Macabayao - Matugas Alto - Matugas Bajo - Mialem | - Naga (Pob.) - Palilan - Nacional (Pob.) - Rizal (Pob.) - San Isidro - Santa Cruz (Pob.) - Sibaroc - Sinara Alto - Sinara Bajo - Seti - Tabo-o - Taraka (Pob.) |

## Jimenez Kirche San Juan Bautista
Die San Juan Bautista katholische Pfarrkirche (Spanisch: Iglesia Parroquial de San Juan Bautista), wurde Ende des 19. Jahrhunderts erbaut. Die ursprüngliche Kirche, die der Schutzpatronin „Nuestra Señora del Santísimo Rosario“, geweiht war, wurde in einer Siedlung von Subanen errichtet. Die heutige Barockkirche wurde vermutlich von Augustiner Pater Roque Azcona (1862 bis 1863) angefangen und ist wahrscheinlich in den späten 1880er vollendet worden. Sie wurde zum großen Teil aus Korallenkalkstein errichtet und wurde dem Schutzpatron „Johannes dem Täufer“ gewidmet. Der Kirchengemeinde angeschlossen ist eine High-School und andere soziale Einrichtungen. Die Kirche wurde im Jahr 2001 zum Nationalen Kulturdenkmal der Philippinen ernannt und ist eine der ältesten katholischen Kirchen auf den Philippinen und die älteste in Mindanao.